# Løgmanssteypið 2017
La Løgmanssteypið 2017 è stata la 63ª edizione della coppa nazionale delle Fær Øer che si è disputata tra il 1º aprile e il 26 agosto 2017. Il NSÍ Runavík ha vinto il trofeo per la terza volta nella sua storia.

## Formula
Alla competizione, disputata ad eliminazione diretta, partecipano 16 squadre: alle dieci squadre della Formuladeildin se ne sono aggiunte sei provenienti dalle serie inferiori. Tutti i turni si disputano in gara unica tranne le semifinali, giocate con partite di andata e ritorno.

## Squadre Partecipanti
| Formuladeildin (10) | 1. deild (3)                    | 2. deild (1) | 3. deild (2)          |
| 07 Vestur B36 Tórshavn EB/Streymur HB Tórshavn ÍF Fuglafjørður KÍ Klaksvík NSÍ Runavík Skála ÍF TB Tvøroyri Víkingur Gøta | AB Argir B68 Toftir Giza/Hoyvik | B71 Sandur   | MB Miðvágur Undrið FF |

## Ottavi di finale
| Squadra 1       | Risultato       | Squadra 2     |
| --------------- | --------------- | ------------- |
| 1 aprile 2017   |                 |               |
| B36 Tórshavn    | 6 – 0           | B71 Sandur    |
| Undrið FF       | 0 – 4           | KÍ Klaksvík   |
| 2 aprile 2017   |                 |               |
| B68 Toftir      | 1 – 6           | Víkingur Gøta |
| HB Tórshavn     | 18 – 0          | MB Miðvágur   |
| EB/Streymur     | 1 – 1 (8-7 dcr) | Skála ÍF      |
| AB Argir        | 0 – 1           | TB Tvøroyri   |
| ÍF Fuglafjørður | 4 – 1           | Giza/Hoyvik   |
| 07 Vestur       | 0 – 4           | NSÍ Runavík   |

## Quarti di finale
| Squadra 1       | Risultato   | Squadra 2     |
| --------------- | ----------- | ------------- |
| 13 aprile 2017  |             |               |
| NSÍ Runavík     | 3 – 2 (dts) | TB Tvøroyri   |
| B36 Tórshavn    | 1 – 0       | Víkingur Gøta |
| ÍF Fuglafjørður | 0 – 2       | KÍ Klaksvík   |
| HB Tórshavn     | 2 – 1       | EB/Streymur   |

## Semifinali
| Squadra 1                       | Totale | Squadra 2   | Andata | Ritorno     |
| ------------------------------- | ------ | ----------- | ------ | ----------- |
| 10 maggio 2017 / 25 maggio 2017 |        |             |        |             |
| KÍ Klaksvík                     | 2 – 5  | NSÍ Runavík | 2 – 2  | 0 – 3       |
| B36 Tórshavn                    | 4 – 3  | HB Tórshavn | 1 – 1  | 3 – 2 (dts) |

## Finale
| Arbitro: | Reinert |

|  |           |            |
|  | Marcatori | 36’ Hansen |